# Jüdischer Friedhof (Wallerstein)

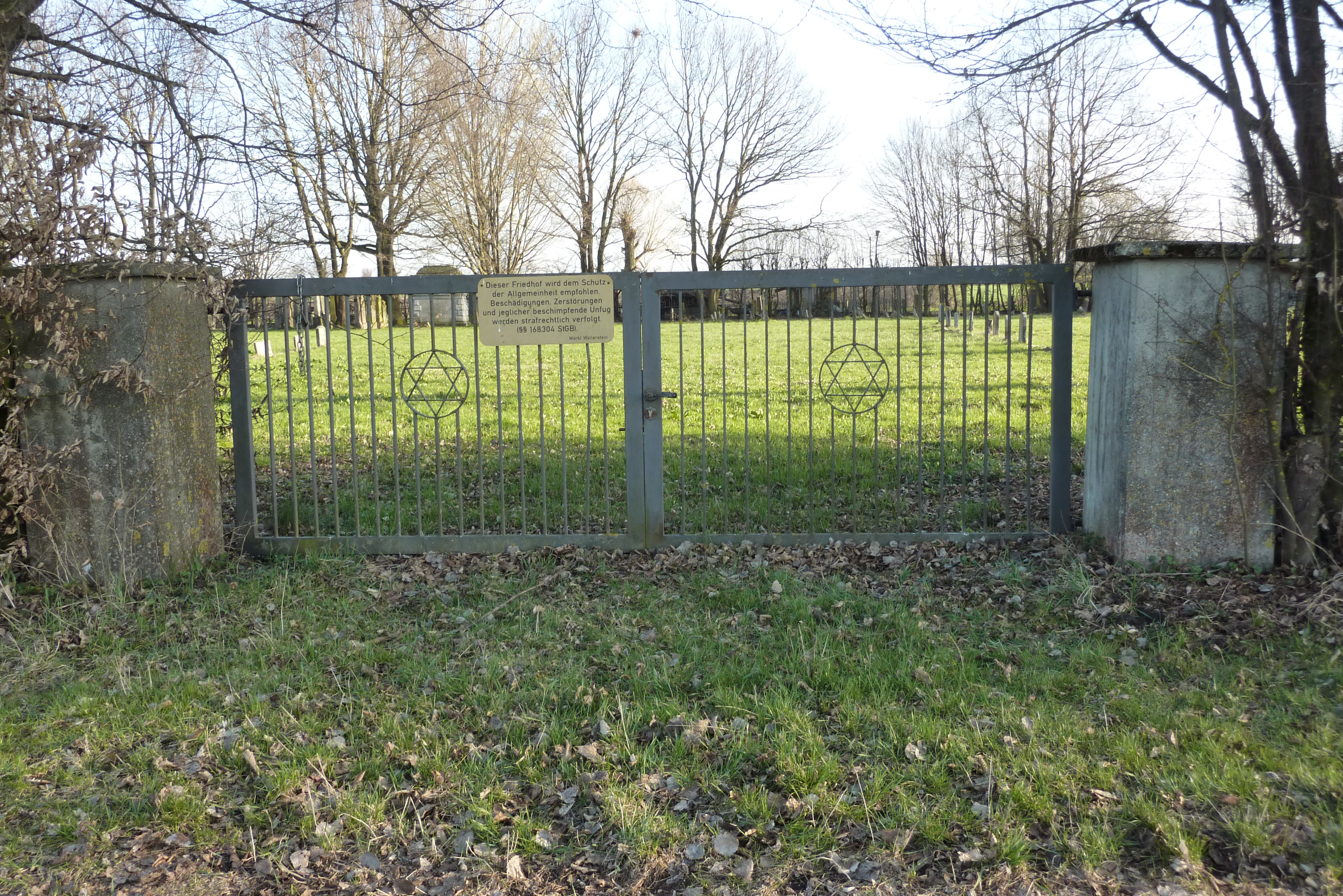
Tor zum jüdischen Friedhof in Wallerstein

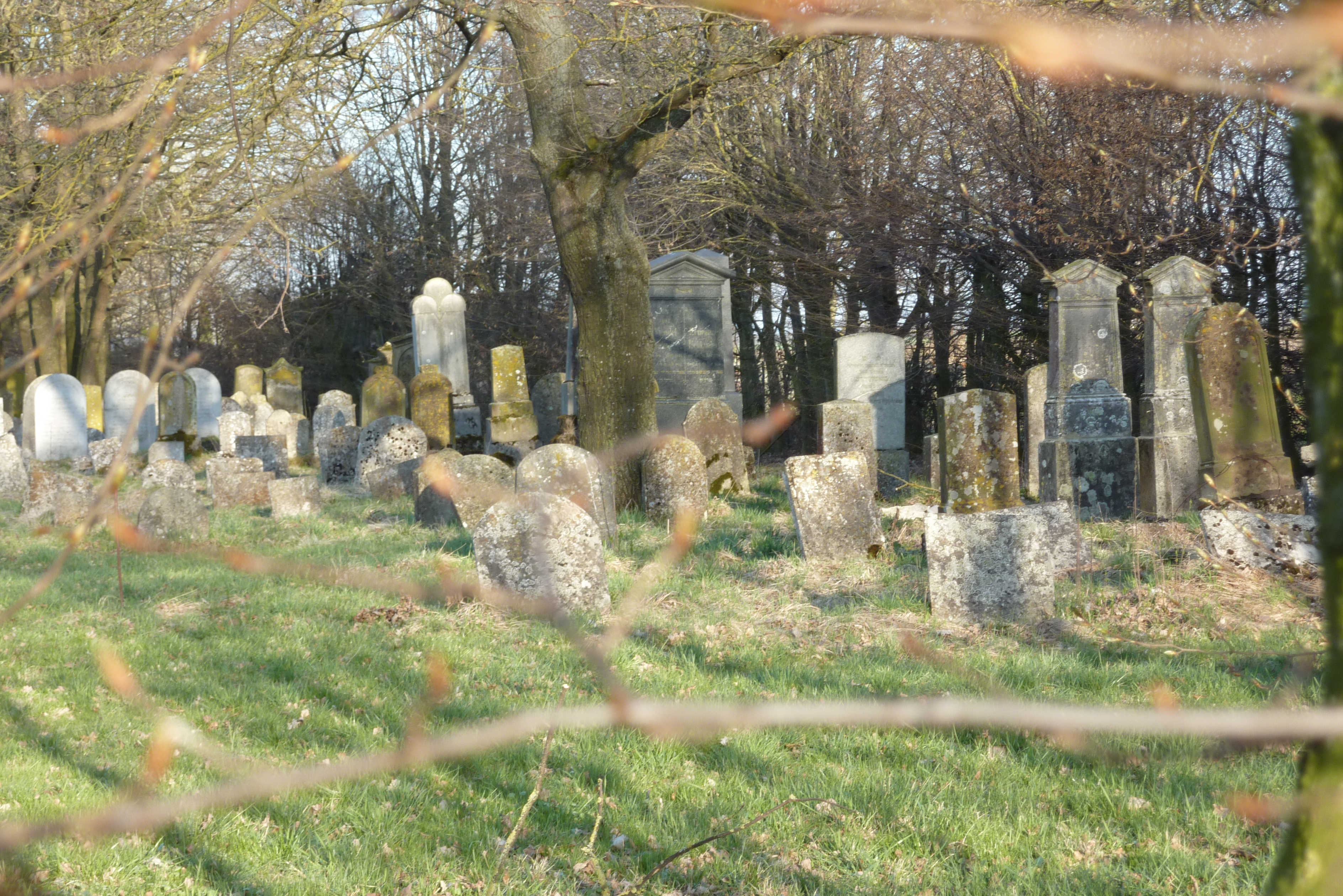
Grabsteine

Der jüdische Friedhof in Wallerstein, einer Gemeinde im schwäbischen Landkreis Donau-Ries, befindet sich etwa einen Kilometer östlich des Ortes inmitten von Feldern.

## Geschichte
Der jüdische Friedhof in Wallerstein wurde um 1510 errichtet. Spätestens nach dem Dreißigjährigen Krieg war der Friedhof der zentrale jüdische Begräbnisplatz in der Grafschaft Oettingen, d. h. der Begräbnisort für die Juden aus Ederheim, Hainsfarth, Kleinerdlingen und Oettingen.
Der Friedhof wurde 1926 schwer geschändet. Auf dem 122,20 Ar großen Friedhof sind heute von den ursprünglich circa 900 Grabsteinen nur noch circa 300 vorhanden. Die letzte Beisetzung auf dem Friedhof fand 1941 statt.

## Zeit des Nationalsozialismus
Der Friedhof wurde in der Zeit des Nationalsozialismus mehrfach geschändet, und gegen Ende des Krieges wurde ein großer Teil der Grabsteine abgeräumt und zerschlagen.

## Heutiger Zustand
Nach dem Zweiten Weltkrieg wurden die noch auffindbaren und erhaltenen Grabsteine zurückgebracht.
Das Taharahaus, das sich links des Eingangstores befand, wurde im Herbst 1974 abgebrochen, nachdem das Dach auf Grund der Vernachlässigung des Gebäudes eingefallen war.